# ヤールツェヴォ
座標: 北緯55度04分 東経32度41分 / 北緯55.067度 東経32.683度

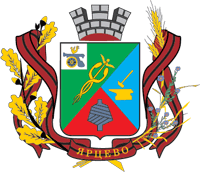
ヤールツェヴォの紋章

ヤールツェヴォ（ロシア語: Я́рцево、Yartsevo）は、ロシアのスモレンスク州にある都市。人口は4万1452人（2021年）。州都スモレンスクから北東へ63kmほど。モスクワ・スモレンスク間の鉄道（さらにブレストを経由しベルリンへ達する）の沿線、およびロシア連邦高速道路M1の沿線にある。ドニエプル川右岸の支流ヴォップ川沿いに位置する。

## 歴史

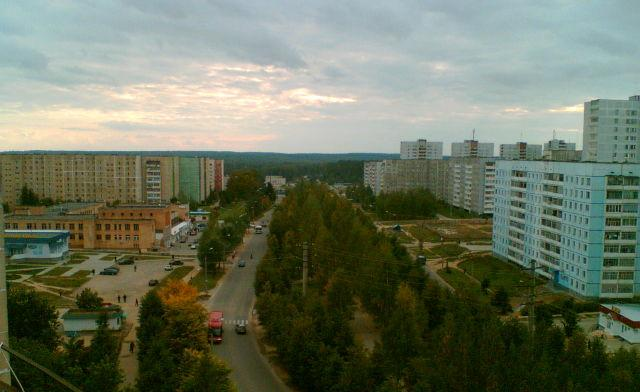
アパートが立ち並ぶヤールツェヴォの市街風景

ヤールツェヴォの名は1779年に記録に初出する。1859年には、この地にはヤールツェヴォ・ペレヴォーズ（Я́рцево-Перево́з）という村が存在した。1870年から1871年にかけて鉄道が開通し、1873年にはモスクワの実業家が綿花・綿製品工場を建てたことにより工場町として急速に発展した。さらに石鹸工場、煉瓦工場、製材所、鋳物工場などが建ち並んだ。一方で労働問題も起こり、1880年9月に起きた織工たちのストライキは当時のロシア帝国で最大の労働争議となった。1926年にはヤールツェヴォは周囲の産業集落を併合し、市の地位を得た。
第二次世界大戦（独ソ戦）では、1941年7月19日、第一次スモレンスクの戦いの過程で戦場となった。一時はソビエト赤軍が奪還し、何度かの争奪の後にドイツ軍の前に陥落、市街地は完全に破壊された。ドイツの占領は1943年まで続いた。第二次スモレンスクの戦いの最中の1943年9月19日、ヤールツェヴォはついにソ連が奪還した。

## 文化
ヤールツェヴォには1915年に建てられた聖ペテロ・パウロ聖堂がある。第二次世界大戦で半壊したが、1986年から1995年にかけての修復の後に再開した。ソ連崩壊後、さらに新たな聖堂も建設されている。
1975年には歴史博物館が建てられ、20世紀の地方史を中心とした展示が行われている。

## 産業
市内最大の企業である木綿コンビナートのほかには、冶金工場、機械工場、建材工場などが建っている。